# Artipe excellens
Artipe excellens är en fjärilsart som beskrevs av John Nevill Eliot 1959. Artipe excellens ingår i släktet Artipe och familjen juvelvingar. Inga underarter finns listade i Catalogue of Life.